# Arcady Boytler
Arcady Boytler (31 de agosto de 1895 - 23 de novembro de 1965) foi um diretor de cinema russo.